# 펠릭스 산드만
펠릭스 칼 빌헬름 산드만(스웨덴어: Felix Karl Wilhelm Sandman, 1998년 10얼 25일 ~ )은 스웨덴의 가수이다. 2013년 보이 밴드 FO&O의 일원으로 데뷔하였으며, 두 장의 스튜디오 앨범을 발매하였다.